# Aleksandar Švabić
Aleksandar Švabić (Pula, 1987.), hrvatski kazališni redatelj. 
Diplomirao je kazališnu i radio režiju na FDU u Beogradu, u klasi profesora Nikole Jeftića, s predstavom Malograđanska svadba. Režirao je kazališne predstave u brojnim hrvatskim i srpskim kazalištima. Najuspješnije kazališne predstave su mu Dobro je dok umiremo po redu i Sin, majka i otac sjede za stolom i dugo šute (ZKM, Zagreb), Strujosjek (Atelje 212, Beograd),  Jedan mrtav čovjek (Teatar &TD, Zagreb) i Pseće srce (Kerempuh, Zagreb). 